# Számpor
Koordináták: é. sz. 48° 37′ 47″, k. h. 19° 12′ 03″48.629722°N 19.200833°E
Számpor (szlovákul: Sampor) Szliács városrésze, 1987-ig önálló község Szlovákiában, a Besztercebányai kerületben, a Zólyomi járásban.

## Fekvése
Zólyomtól 10 km-re, Szliács központjától 7 km-re északkeletre fekszik.
Egyike Szliács három kataszteri területének, azonban 5,9626 km²-es területe nem érintkezik Szliács területével. Északról Lukóca, keletről Szebedénybecsó, délről a Zólyomhoz tartozó Zólyomlukó és Zolna, nyugatról pedig Nagyrét határolja.

## Története
A 18. század végén Vályi András így ír róla: „SZAMPOR. Tót falu Zólyom Várm. földes Urai több Urak, fekszik N. Szalatnához nem meszsze, és annak filiája; határja hegye, legelője, fája, makkja is van; piatza Zólyomban másfél mértföldnyire.”
Fényes Elek 1851-ben kiadott geográfiai szótárában így ír a faluról: „Számbor, tót falu, Zólyom vmegyében, Ribárhoz keletre 1/2 órányira, 8 kath., 219 evang. lak. Határa mindent jól terem. Tölgyes erdeje derék. F. u. többen. Ut. posta Besztercze.”
1910-ben 196, többségben szlovák lakosa volt, jelentős magyar kisebbséggel. A trianoni diktátumig Zólyom vármegye Zólyomi járásához tartozott.
1987-ben Szliácshoz csatolták.